# 2014年真纳国际机场袭击案
24°54′24″N 67°09′39″E / 24.90667°N 67.16083°E
2014年6月8日，10名武装分子携带自动武器、火箭筒、自杀式背心和手榴弹，袭击了位于卡拉奇的真纳国际机场。事件造成包括武装分子在内的36人遇害、18人受伤。塔利班承认为袭击事件负责。袭击者来自与基地组织有关联的乌兹别克斯坦伊斯兰运动（IMU），和塔利班有密切合作。塔利班后来证实这次袭击，係該组织与IMU的联合行动，而IMU则独立承担了在袭击中提供战斗机的责任。

## 背景
真纳国际机场是巴基斯坦最大型、最繁忙的机场，巴基斯坦国际航空公司的枢纽所在。众多国际和国内航班每天在机场中转。本次袭击是该机场近几年来的第一起大规模事件，1986年此地曾发生过泛美航空73号班机劫机事件。2011年年初，类似的袭击发生在卡拉奇迈赫兰海军航空基地。武装分子还在2012年袭击了巴基斯坦西北部城市白沙瓦的巴查·汗国际机场。

## 过程
袭击于6月8日上午11点20分开始，持续到翌日凌晨4点。十名持自动武器、手榴弹、火箭推进榴弹及其他爆炸物的武装分子，乘坐面包车突击机场安全检查站，直奔货运码头 。武装分子穿着机场安全部队制服伪装成保安员，利用假身份证进入机场，一些人还穿着自杀式炸弹背心。一位巴基斯坦高级情报官员称，有些武装分子曾试图劫持一架飞机，但以失败告终。90分钟，数百名特种部队突击队员抵达现场，与武装分子交火。据报道，武装分子起初控制了机场的停机坪和跑道。5小时后，围困行动正式结束，期间十名武装分子，有八名被突击队击毙，两名自爆身亡。10名武装分子、11名特种兵、2名游骑兵、1名信德省警察、4名巴基斯坦航空雇员（包括两名高级飞机工程师），共36人在事件中遇害。至少18名保安人员在袭击中负伤被送往阿巴西·沙希德医院。被烧得面目全非的七具尸体，在随后的28小时救援行动中，被移送至机场的冷藏设施。巴基斯坦航空三架飞机（波音747、空客A310、波音777）和沙欣航空两架飞机遭损。巴基斯坦航空起先未详细说明飞机受损部位，但有消息称，飞机直接被子弹或弹片击中。两个存储将被出口的进口货运仓库化为灰烬，给贸易商和进口商蒙受巨大损失。伊斯帕哈尼机库遭手榴弹攻击。袭击事件发生后，机场被清空并移交至民航局和机场安全部队。卡拉奇工商会会长阿卜杜拉·扎基对袭击后的安全形势和对经济的影响，持保留意见：“局势的不断恶化，可从最近的机场袭击中看出城市总体上不安全。目前形势上，不仅国内游客因为机场袭击的缘故而不敢访问卡拉奇，还使得外国人由于电视频道对此类事件的报道泛滥远离巴基斯坦，尤其是商人和投资者。”

## 调查
信德省别动队总干事阿赫塔尔上将提供初步报告，声称武装分子或为乌兹别克人。塔利班于6月11日证实该消息，乌兹别克斯坦伊斯兰运动在本次袭击中提供直升机支援。内政部部长乔杜里·尼萨尔·阿里·汗表示，国内外势力共同参与了袭击，联邦新闻部长拉希德·穆沙拉夫也认为境外势力策划袭击。巴基斯坦官方在阿富汗境内发现反巴基斯坦武装分子的窝点后，阿富汗驻巴基斯坦大使被传唤。
有媒体援引巴基斯坦别动队的消息，称从被击毙的武装分子身上缴获印度制枪支或弹药，暗指印度参与在背后参与袭击 。Geo英文频道最先发布信德省别动队总干事，在推特上发表的关于从现场收缴的印度武器的声明。另有媒体报道搜索行动期间发现数支印度制“因子-8注射液”。有官员称这些注射液供在前线作战的印度陆军使用，可起到抑制出血的目的。注射液不能在市场上出现。然而，该消息未经巴基斯坦当局证实。巴基斯坦议会反对党领袖赛义德·卡苏沙阿呼吁政府就缴获的印度武器，向印度高级议会提出抗议，并要求印度政府解释该问题，他还质疑印度情报机构的作用。官方尚未就此事作回应。巴基斯坦外交部声称，他们正调查袭击中使用的印度武器。官方发言人阿斯拉穆女士表示，巴基斯坦不会在未经调查取证的前提下提出指控。内政部国际危机处理司表示，在袭击中使用的武器和炸药，或在武装分子冲击机场前，已被运到机场大楼，反映出安保被渗透的漏洞。打击塔利班的第一手信息报告，6月11日在机场警察局提交，领导人法兹鲁拉和发言人沙希德被提及。

## 后续
袭击发生后，机场停止所有业务，全部航班被分流，人员被疏散。巴基斯坦国际航空在袭击事件后，立即推迟或取消20架航班。巴基斯坦陆军部队在袭击期间部署至机场。行动结束后，巴基斯坦国防部长卡瓦贾穆罕默德·阿西夫表示：“这种恐怖行动不可饶恕，国家将会对这种懦弱的恐怖行动予以回应。那些盘算着策划恐袭的人不会得逞。”
《卫报》报道称，该机场的保安措施此前遭到批评。把守前往主航站楼的外围道路的卫兵，拿的竟是找矿棒，类似于2013年因涉嫌诈骗被判入狱的吉姆·麦考密克，销往世界各地的假冒炸弹探测器ADE 651。利奥·本尼迪塔斯在题为《为何有些国家仍使用被定罪的英国老千卖出的假冒炸弹探测器？》的文章中，对仍然相信ADE 651的巴基斯坦官员表示惊讶。他表示，不仅是巴基斯坦，伊拉克、黎巴嫩、肯尼亚和泰国的安全部队，不顾美国的一再警告，仍使用ADE 651。袭击过后，巴基斯坦其他国际机场处于红色警戒状态，安保升级 ，邻国印度的机场亦出于高度戒备状态。
一些巴基斯坦官员表示，袭击造成的长远影响，可能使外国航空公司对在巴基斯坦扩大业务表示担忧，已有众多国际航空自2008年起缩减经营范围。目前，有19家国际航空公司服务于巴基斯坦机场。6月11日，国泰航空通知前往卡拉奇的航空临时取消，并密切观察有关情况。同日，鉴于当前局势，马尔代夫总统阿卜杜拉·亚米恩无限期推迟对巴基斯坦的国事访问。爱尔兰板球队原计划2014年9月参加于拉合尔举行的国际板球比赛，但因袭击而取消。此趟旅程一旦程星，将结束自从2009年斯里兰卡板球队遭到武装分子袭击后，国际板球界对巴基斯坦长达五年的沉寂。这次袭击让巴基斯坦板球委员会最近安排国际球队访问巴基斯坦作出的努力落空。
6月10日，总理纳瓦兹·谢里夫主持召开内阁委员会国家安全会议。出席会议的有陆军主席拉黑尔·谢里夫、内政部长尼萨尔·阿里·乔杜里，及其他政府和军方高级官员。
机场和巴基斯坦国际航空蒙受损失达数十亿卢比，估计累计损失超过1800亿卢比。信德省首席总督凯姆·阿里·沙阿宣布对袭击事件的受害者作出赔偿。

### 塔利班负责
巴基斯坦塔利班运动声称对本次袭击事件负责，宣称袭击是要为2013年11月在北瓦济里斯坦发动的无人机袭击中死亡前领袖哈基穆拉·马哈苏德报仇。塔利班也证实，行凶者来自和塔利班有过亲密合作基地组织分支乌兹别克斯坦伊斯兰运动，该组织被包括巴基斯坦在内的一些政府所打击。塔利班发言人沙希德将本次袭击描述为塔利班和伊斯兰运动的联合行动。伊斯兰运动在网上声明中证实其在袭击中担任的角色，声称要报复巴基斯坦对乌兹别克人和其他境外武装采取的军事行动，还提供了十名参与机场袭击的乌兹别克“战士”的照片。照片中的武装分子身着绿色长袍和白色运动鞋，手持冲锋枪，约20岁出头，照片拍攝地點似乎在山区。巴基斯坦防务分析家伊姆蒂亚兹·古尔分析，美军2001年入侵后，伊斯兰运动在内的境外势力逃离阿富汗，活跃于阿富汗边境的部落地区。他们享受着塔利班提供的保护和住处，为塔利班的行动提供步兵。乌兹别克武装分子先前曾参与在巴基斯坦发动的大规模袭击，包括2012年白沙瓦巴查·汗国际机场袭击和2011年卡拉奇迈赫兰空军基地袭击，并分别在2012年和2013年帮助本努和德拉·伊斯梅尔·汗越狱。
塔利班指挥官阿卜杜拉·巴哈尔驳回巴基斯坦政府就“战争工具”的最新和谈要求，提及巴方打击武装分子的空袭行动，声称巴政府杀害“数百名部族妇女儿童”。他还警告，将有更多针对国家的袭击。
塔利班发言人沙希德解释针对机场的原因：“我们选的位置会造成平民死很少、官员死很多。”沙希德警告，组织将参与从6月10日起针对巴基斯坦政府的全面战争。”但是，“若巴基斯坦现在作出避让，”沙希德表示，“我们已做好进行有意义对话战备。”他补充，“这次袭击的主要目的是破坏政府，包括劫持飞机和损毁国家设施。”

### 军方行动
6月10日，巴基斯坦安全部队对靠近阿富汗边境的西北部落地区开伯尔特区迪拉村进行空中打击，9处藏身点内25名武装分子被击毙。此次打击在袭击过后开展，是过去数月军事行动的延伸。该地区公认为中亚境外恐怖势力和数个反国激进派别份子的容身之处。防务分析家认为，卡拉奇的机场袭击在背后推动了伊斯兰堡与武装分子目前的和谈，导致北瓦济里斯坦和阿富汗边境部落地区的全面军事进攻。据一名巴基斯坦安全官员表示，“军方已做好行动准备，一切取决于政府决议。”6月11日，军方在拉瓦尔品第总司令部召开最高军事指挥官会议，决定加强对武装分子藏身点的空袭。
6月12日凌晨，美国于巴基斯坦西北部部落地区的无人机战役休整6个月后，在北瓦济里斯坦靠近米拉姆沙阿一带，连续两次发动无人机袭击，16名武装分子嫌疑人被击毙。巴基斯坦情报来源，声称被击毙的武装分子中包括四名乌兹别克人、几名阿富汗塔利班指挥官和关键成员和两名巴基斯坦塔利班运动旁遮普邦份子。
6月15日，巴基斯坦空军用战斗机轰炸北瓦济里斯坦八处恐怖分子窝点，安全官员透露，至少击毙105名武装分子（官方统计为150名），由于主要目标为乌兹别克人藏身点，击毙者大多为乌兹别克战士，数名武装分子与机场袭击关联。此前有军事情报来源，确认军事行动存在外国和当地武装分子藏身点。乌兹别克武装分子指挥官、机场袭击主谋阿布·阿卜杜勒·阿赫曼·阿玛尼，据称被击毙。中国西部维吾尔分裂主义集团东突厥斯坦伊斯兰运动的数名外国武装分子亦被击毙。同日，巴基斯坦军方正式宣布军事战略，旨在搜捕窝藏于北瓦济里斯坦的国内外武装分子。三军公共关系局发言人阿西姆·巴杰瓦少将发表声明：“借助北瓦济里斯坦的基地，这些恐怖分子曾发动针对巴基斯坦政府的战争，从各个方面破坏我们国家的生活，延缓经济的增长，造成生命财产上的巨大损失。我们英勇的军队一直致力于消灭这些恐怖份子，不论他们的色调如何，藏身所在何处。伴随全国的支持，及与其他国家执法机构的协调，这些国家敌人将在全国范围内没有容身之处。”

### 国内情况
离机场袭击仅仅两天的6月10日，两到四名身份不明的武装分子在机场安全部队学院开火后撤退。学院所在贫民区被视为犯罪分子的枢纽。警察和别动队员早在2011年就曾在该地发动多次空袭进行定点清除 。安全部队随后在该地展开搜捕行动，其间有两人被拘留。袭击事件中没有人员伤亡报告，围栏未遭破坏。真纳国际机场航班停飞，其他航班在機場恢复通航前被分流至其他城市。信德省别动队总干事认为该袭击旨在制造恐慌。塔利班声称对事件负责。
这次袭击引发巴基斯坦社交媒体的广泛反映，受到政客、记者和社会科学家的谴责。巴基斯坦对事件反响强烈，各大媒体质疑政府试图与虎谋皮，对此类袭击失策，敏感设施安全存疑，众多评论员呼吁对武装分子采用新的行动安全设备。巴基斯坦司法运动党主席伊姆兰·汗及反对党主要领导者，谴责袭击事件，并严厉批评政府，要求高级官员辞职。他指出：“这是政府的完全失策，国家竭力保护重要设施和公民的生命安全，那些对此事坐视不理的人，必须立马承担责任并辞职。”巴基斯坦国民议会通过一项谴责袭击的决议。信德省新闻部长梅蒙批评联邦政府对袭击事件发生失策，将袭击列入军方及安全机构的档案。

### 国际反应
- 中国：中华人民共和国外交部发言人华春莹表示，中方对袭击表示谴责，赞赏巴基斯坦的反恐战略，并向遇难者和受伤者家属表示慰问[77]。
- 欧盟：欧洲对外事务部一位发言人发布声明谴责袭击事件，向遇害的安全官员和平民家属表示慰问，对巴基斯坦在打击恐怖主义所作努力表示支持[78]。
- 印度：印度对外事务部对袭击表示谴责，而印度驻巴基斯坦高级官员TCA拉贾瓦表示：“我们强烈谴责最近发生在卡拉奇的恐怖主义行为，这是对地区和平与稳定的重大威胁[79]。”拉贾瓦否认印度参与袭击的指控[80]。2014年6月13日，印度总理纳伦德拉莫迪回复于6月11日发给巴基斯坦外长的信，强烈谴责卡拉奇袭击案[81]。
- 联合国：联合国对机场袭击和另一起针对什叶派朝圣者的事件表示谴责，秘书长潘基文敦促巴基斯坦政府解决恐怖主义，将罪犯绳之于法[82]。
- 美国：白宫发言人乔希·欧内斯特谴责袭击事件，表示“美国人的心与遇难者家属和受伤者同在”[18]。美国同时为巴基斯坦当局侦查工作提供援助[83]。
- 土耳其：土耳其总理雷杰普·塔伊普·埃尔多安让巴基斯坦总理纳瓦兹·谢里夫传达慰问。他还表示：“在打击恐怖主义的战争上，土耳其永远与巴基斯坦同在。[84]